# Australian Broadcasting Corporation
La Australian Broadcasting Corporation (ABC) è la principale società pubblica di diffusione radiotelevisiva australiana, interamente finanziata dal Governo Federale (l'altra è la SBS).

## Storia
Nata il 1º luglio 1932 come Australian Broadcasting Commission, trasmette programmi radiofonici, televisivi ed on-line in tutta l'Australia e nell'area del Pacifico. Detiene inoltre una catena di negozi in cui vende libri e registrazioni audio/video dei propri programmi. Nel novembre 1956 partono le trasmissioni televisive, irradiate da quattro canali oggi in tecnica digitale: ABC, ABC2/ABC4 Kids, ABC3 e ABC News 24. Nel 2008 la rete ammiraglia assume la denominazione ABC1.

## Logo della curva di Lissajous

Il logo della curva di Lissajous, come apparso su alcune proprietà dall'ottobre 1974-2002, ed è stato reintrodotto dal 2014 in poi

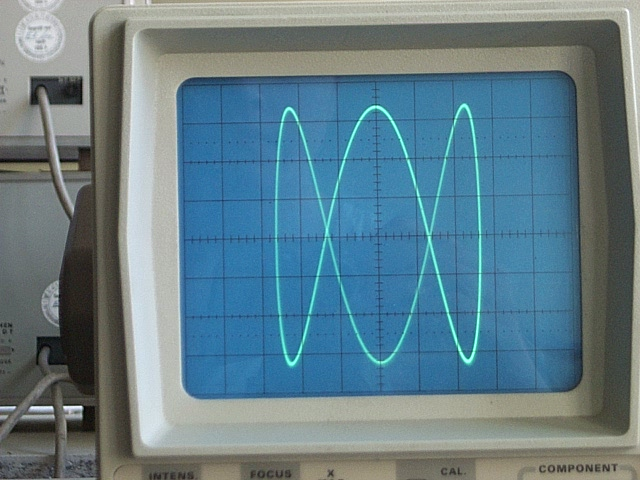
Figura di Lissajous su un oscilloscopio, su cui Bill Kennard ha disegnato il logo attuale

Il logo d'argento del 2002, utilizzato dalla società dal 2002 al 2018

Il logo ABC è uno dei loghi più riconoscibili in Australia. Nei primi anni della televisione, l'ABC aveva utilizzato le curve di Lissajous come riempitivi tra i programmi.  Nel luglio 1963, la ABC condusse un concorso per creare un nuovo logo da utilizzare in televisione, cancelleria, pubblicazioni, badge per microfoni e veicoli ABC.  Nel 1965, il grafico della ABC Bill Kennard presentò un progetto che rappresentava un display Lissajous, generato quando un segnale sinusoidale viene applicato all'ingresso "X" di un oscilloscopio e un altro a tre volte la frequenza all'ingresso "Y". Le lettere "ABC" sono state aggiunte al design ed è stato adottato come logo ufficiale dell'ABC. Kennard è stato presentato con £ 25 (circa AU $ 715 nel 2021) per il suo design.
Il 19 ottobre 1974 il design della curva di Lissajous subì il suo primo restyling con la linea ispessita per consentire l'uso del colore. Sarebbe anche trattato con l'effetto "sopra e sotto", mostrando l'incrocio della linea nel design. Per celebrare il suo 70º anniversario, il 1º luglio 2002, l'ABC ha adottato un nuovo logo, creato da (Annette) Harcus Design nel 2001. Questo logo utilizzava una texture 3D argentata, ma il design del crossover è stato lasciato intatto ed è stato poi utilizzato dai media della ABC. Dopo il revival in onda del logo del 1974 dal 2014, l'ABC ha gradualmente ripristinato il simbolo classico. Il cambiamento più recente è avvenuto nel febbraio 2018, con un nuovo logotipo e posizionamento del marchio sotto il suo slogan, Yours.  Il logo d'argento del 2002 non è più in uso da parte della società.

## Finanziamenti
L'ABC è finanziato principalmente dal governo australiano, oltre ad alcune entrate ricevute dalle offerte commerciali e dai suoi punti vendita. Il sistema di finanziamento dell'ABC è stabilito e rivisto ogni tre anni.
Fino al 1948 l'ABC era finanziata direttamente dal canone radiofonico; Furono anche apportate modifiche all'Australian Broadcasting Act che significava che l'ABC avrebbe ricevuto i suoi finanziamenti direttamente dal governo federale. I canoni rimasero fino al 1973, quando furono aboliti dal governo laburista di Whitlam, sulla base del fatto che la quasi universalità dei servizi televisivi e radiofonici significava che il finanziamento pubblico era un metodo più equo per fornire entrate alle emittenti radiofoniche e televisive di proprietà del governo.
Nel 2014 l'ABC ha assorbito 254 milioni di dollari di deficit del bilancio federale.
Nel bilancio 2018-19 consegnato dall'allora tesoriere Scott Morrison, l'ABC è stata soggetta a una pausa nell'indicizzazione dei finanziamenti operativi, risparmiando al governo federale un totale di 83,7 milioni di dollari in 3 anni.  Nell'anno fiscale 2016-17, l'ABC ha ricevuto 861 milioni di dollari di finanziamenti federali, che sono aumentati a 865 milioni di dollari all'anno dal 2017 al 2018 al 2018-19, che rappresentano un taglio dei finanziamenti di 43 milioni di dollari in tre anni se si tiene conto dell'inflazione.  Nel bilancio federale 2019-20, il finanziamento è stato di circa 3,2 miliardi di dollari in tre anni (1,06 miliardi di dollari all'anno) per l'ABC. L'Enhanced Newsgathering Fund, un fondo specializzato per la raccolta di notizie regionali ed extraurbane istituito nel 2013 dal governo Gillard, era di 44 milioni di dollari in tre anni a partire dal bilancio 2019-2020, una riduzione di 28 milioni di dollari all'anno dalle elezioni federali australiane del 2016. Ciò è avvenuto dopo le speculazioni sul fatto che il fondo sarebbe stato rimosso, a cui l'amministratore delegato ad interim di ABC, David Anderson, ha scritto al ministro delle Comunicazioni Mitch Fifield esprimendo preoccupazioni.
Ma nonostante i tagli operati dal Primo Ministro Tony Abbott e dal Ministro delle Comunicazioni Malcolm Turnbull e il congelamento introdotto dal Primo Ministro Malcolm Turnbull e dal Ministro delle Comunicazioni Mitch Fifield, la stessa ABC ha pubblicato dati finanziari che mostrano un aumento dello stanziamento dei contribuenti all'ABC del 10% in termini reali (cioè al di sopra dell'inflazione) tra il 1998 e il 2021.
Nel 2023, adempiendo a una delle promesse elettorali del Labour, l'ABC è passato a un mandato di finanziamento di cinque anni anziché di tre.
Il termine "dove vanno i tuoi 8 centesimi al giorno", coniato alla fine degli anni '80 durante le trattative sui finanziamenti, è spesso usato in riferimento ai servizi forniti dall'ABC.  È stato stimato che il costo dell'ABC per abitante fosse di 7,1 centesimi al giorno, sulla base del "finanziamento base" della società nel 2007-08 di 543 milioni di dollari australiani.

## Servizi

### Radio

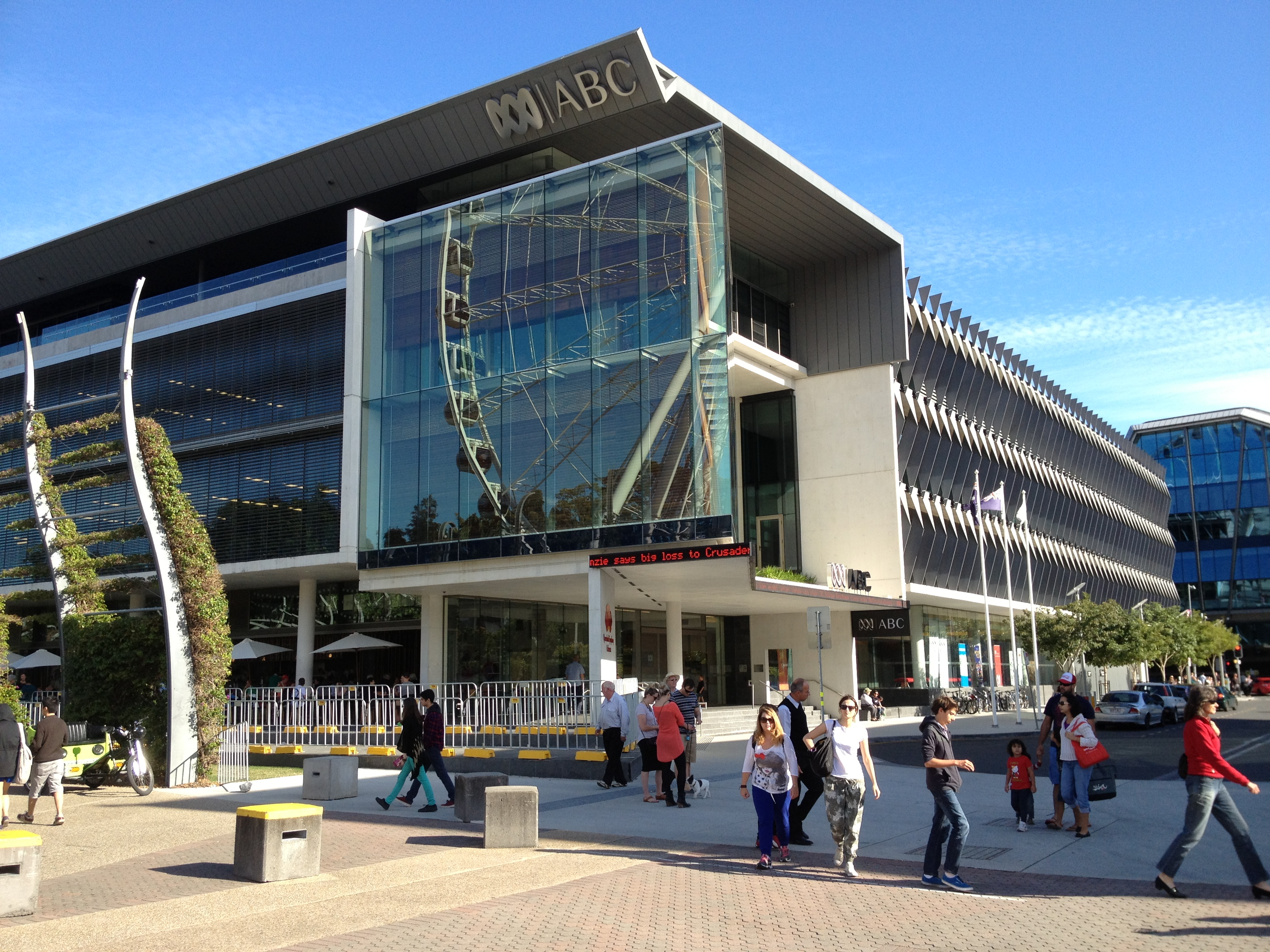
La sede centrale di ABC Brisbane a South Bank

L'ABC gestisce 54 stazioni radio locali, oltre a quattro reti nazionali e al servizio internazionale Radio Australia. Inoltre, DiG Radio (rinominata Double J nel 2014))  è stata lanciata su piattaforme digitali nel 2002, e successivamente ha scorporato ABC Country e ABC Jazz.
ABC Local Radio è la stazione radio di punta della società in ogni area di trasmissione. Ci sono 54 stazioni individuali, ognuna con un formato simile che consiste in intrattenimento leggero presentato localmente, notizie, talk back, musica, sport e interviste, oltre ad alcuni programmi nazionali come AM, PM, The World Today, eventi sportivi e vita notturna.
A partire da giugno 2021 l'ABC gestisce 15 reti radiofoniche, variamente disponibili su AM e FM, nonché su piattaforme digitali e Internet.
- Radio National - Una stazione generalista, nota anche come RN, che trasmette più di 60 programmi di interesse speciale a settimana che coprono una vasta gamma di argomenti tra cui musica, commedie, letture di libri, drammi radiofonici, poesia, scienza, salute, arte, religione, storia sociale e attualità.
- ABC NewsRadio - Un servizio basato sulle notizie, noto anche come ABC News on Radio, che trasmette le sedute parlamentari federali e le notizie in formato 24 ore su 24, 7 giorni su 7, con aggiornamenti al quarto d'ora. I contenuti delle notizie della trasmissione prodotti dalla stessa ABC, nonché i programmi trasmessi da ABC Radio Australia, BBC World Service, NPR, Deutsche Welle, Radio Netherlands e CNN Radio.
- ABC Classic - Una stazione basata sulla musica classica, precedentemente nota come ABC Classic FM. Suona anche un po' di jazz e world music. ABC Classic è stato il primo servizio radio FM della ABC. Originariamente era conosciuto semplicemente come "ABC FM", e per un breve periodo "ABC Fine Music".
- Triple J – Una rete radiofonica orientata ai giovani, con una forte attenzione alla musica alternativa e indipendente (in particolare agli artisti australiani); Si rivolge a persone di età compresa tra i 18 e i 35 anni.

L'ABC gestisce anche diverse stazioni disponibili solo online e su piattaforme digitali:
- ABC Classic 2 – una stazione gemella di ABC Classic, che si concentra sulle esibizioni di artisti australiani. Disponibile solo su piattaforme di streaming.
- Double J – una stazione sorella di Triple J, focalizzata su un pubblico più adulto di Triple J.
- Triple J Unearthed – una stazione sorella di Triple J, che suona talenti australiani indipendenti e senza contratto.
- Triple j Hottest – una stazione sorella di Triple J, che trasmette brani degli ultimi 30 anni di conti alla rovescia di Triple J Hottest 100.
- ABC Jazz – Una stazione dedicata esclusivamente al jazz australiano e mondiale.
- ABC Country - Una stazione di musica esclusivamente country, che si concentra principalmente sulla musica country australiana.
- ABC Grandstand – Da novembre 2020 si è fusa con ABC Sport.[23]
- ABC Extra – Una stazione temporanea per eventi speciali.
- ABC Kids - Programmazione per bambini e una stazione sorella del canale televisivo ABC Kids.

C'è anche ABC Radio Australia, la stazione radio internazionale dell'ABC (vedi sotto).

### App ABC Listen
L'app ABC Radio è stata lanciata nel 2012. Questa è stata sostituita dall'app ABC Listen nel settembre 2017, che includeva 45 stazioni radio e reti audio ABC.

## Programmi originali
- Skyland
- Fireflies
- Saddle Club
- Wildside
- Polizia squadra soccorso
- Sette piccoli australiani
- Casa dolce casa